# Thymelaea virescens
Thymelaea virescens är en tibastväxtart som beskrevs av Carl Daniel Friedrich Meisner. Thymelaea virescens ingår i släktet sparvörter, och familjen tibastväxter. Inga underarter finns listade i Catalogue of Life.